# شکلات کیندر

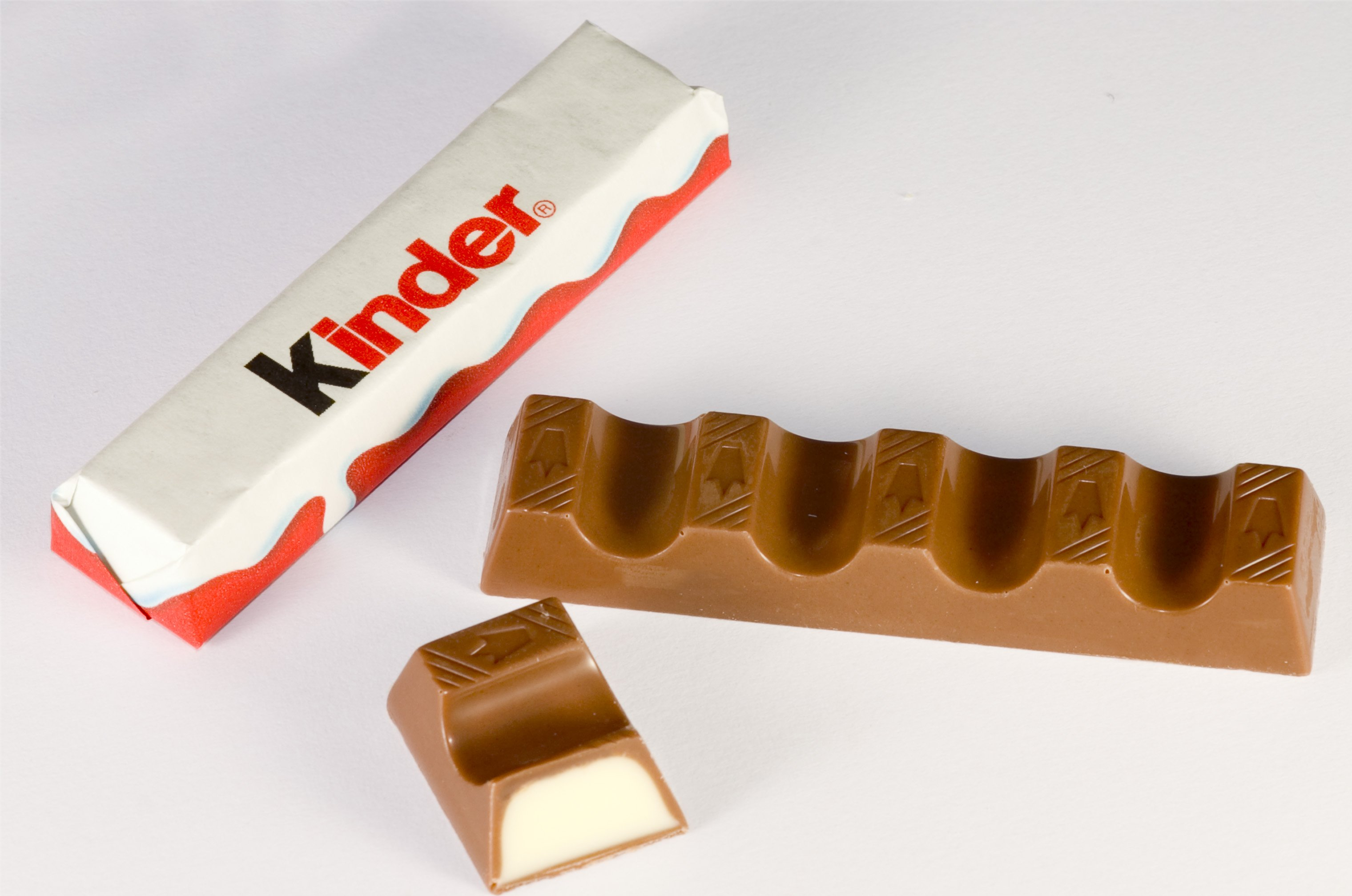

شکلات کیندر (انگلیسی: Kinder Chocolate) یک شرکت ایتالیایی خط تولید شکلات زیر مجموعه کمپانی چند ملیتی فریرو (Ferrero) است که در سال ۱۹۶۷ به بازار عرضه شد؛ شرکت فریرو یک شرکت چندملیتی است که در زمینه تولید انواع فراورده‌های قندی، مواد غذایی، شکلات و شیرینی فعالیت می‌کند البته به گونه‌ای می‌توان گفت که این شرکت ایتالیایی است چرا که دفتر نخست و کنونی آن، در این کشور بنا شده‌است.
شرکت فریرو در سال ۱۹۴۶ توسط پیترو فریرو راه‌اندازی شد و در حال حاضر دارای ۱۶ کارخانه تولیدی در کشورهای ایتالیا، ایرلند، آلمان، بلژیک، کانادا، استرالیا، برزیل، آرژانتین، پورتوریکو، اکوادور، هند، روسیه، ترکیه و آمریکا است؛ از جمله محصولات این شرکت می‌توان به انواع محصولات کیندر، نوتلا و … اشاره کرد.
کیندر نخستین بار در سال ۱۹۶۷ در شرکت فریرو کشور آلمان تولید و توزیع شد اما در آن سال توزیع محصولات این شکلات تنها به بازارهای آلمان محدود می‌شد؛ یک سال بعد یعنی سال ۱۹۶۸ این شکلات در بازارهای ایتالیا نیز به فروش رسید و از آن سال به بعد توزیع و پخش جهانی این شکلات آغاز شد.
این نوع شکلات ها با کیفیت بی نظیر هستند و با شیر و شکلات
بسیار باکیفیت استفاده می کنند.
این تخم مرغ های شانسی بهترین کیفت برخوردار است.